# Karol Marian Pospieszalski
Karol Marian Pospieszalski (geboren 11. September 1909 in Bremen, Deutsches Reich; gestorben 19. Februar 2007 in Posen) war ein polnischer Historiker.

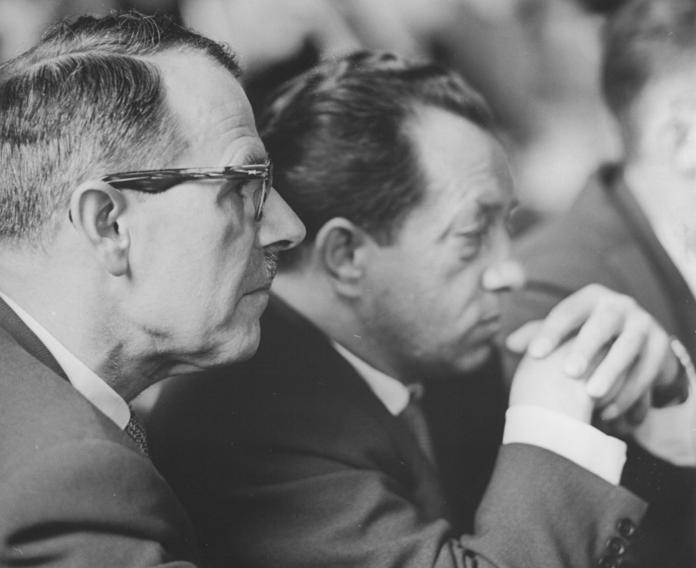
Pospieszalski (links) 1963 in der DDR beim Globke-Prozess

## Leben
Karol Marian Pospieszalski war ein Sohn des Ingenieurs Marian Pospieszalski und der aus Lingen stammenden Helena Meiners; der Architekt Stanisław Nikodem Pospieszalski (1917–2003) war ein Bruder. Zwischen 1910 und 1919 lebte er in Berlin und machte dann in Posen am VI. Liceum die Matura. Er studierte ab 1927 Rechtswissenschaften und Geschichte an der Adam-Mickiewicz-Universität Posen und wurde Mitglied in der Verbindung Korporacja Akademicka Roma. Nach dem Examen 1931 arbeitete er in der polnischen Justiz. Nach der deutschen Eroberung Polens 1939 wurde er aus dem nunmehr deutschen Warthegau nach Tschenstochau vertrieben, wo er als Übersetzer arbeitete. Er ging in den Widerstand der Untergrundorganisation „Ojczyzna“ und wirkte in einer Untergrunduniversität mit.
Nach Kriegsende erhielt er eine Assistentenstelle für Staatsrecht an der Posener Universität und beteiligte sich am Aufbau des von Zygmunt Wojciechowski geleiteten Instytut Zachodni in Posen. Er erstellte eine Dokumentation zur deutschen Polenpolitik, die von der polnischen Delegation bei den Nürnberger Prozessen verwendet wurde. Er publizierte in der Reihe Documenta Occupationis Teutonicae und gab Dokumente der deutschen Volkstumspolitik heraus. Er war an den polnischen Prozessen gegen deutsche NS-Verbrecher als Sachverständiger beteiligt und führte das Verhör der SS-Mitglieder und Volkstumspolitiker Rolf-Heinz Höppner und Herbert Strickner durch.
Pospieszalski wurde von der kommunistischen Staatsmacht verfolgt und war zeitweise durch das Bezpieczeństwo Publiczne inhaftiert. Pospieszalski wurde Dozent für Zeitgeschichte und 1957 außerordentlicher Professor an der Adam-Mickiewicz-Universität Posen; eine Professur wurde ihm im kommunistischen Polen aus politischen Gründen verweigert. Er wurde 1979 emeritiert. Nach der politischen Wende in Polen wurde er 2005 zum Ehrenbürger Posens ernannt.

## Schriften (Auswahl)

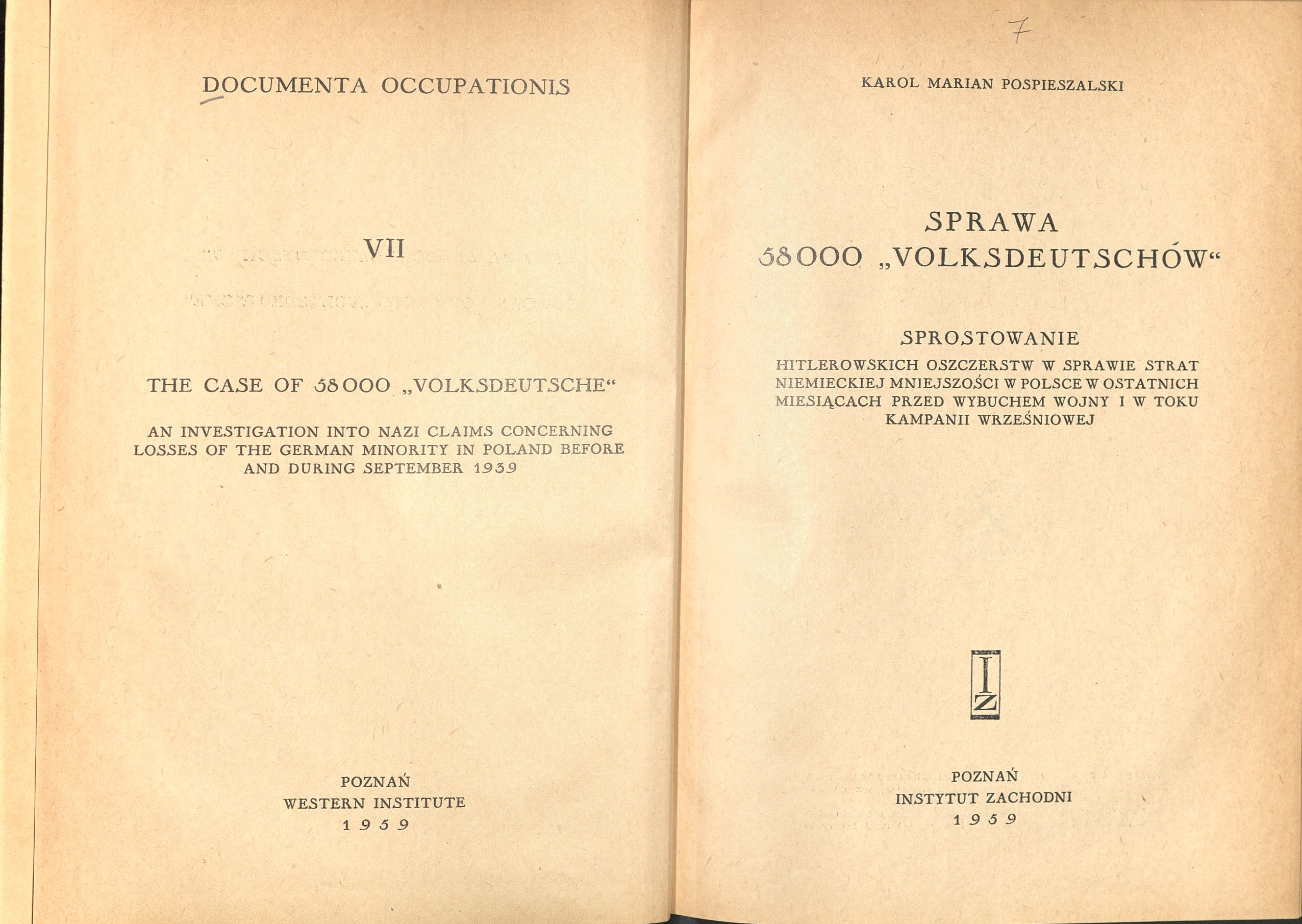
Sprawa 58 000 "Volksdeutschów" (1959)

- Polska pod niemieckim prawem 1939-1945. Poznan : Wydawnictwo Instytutu Zachodniego, 1946
- Hitlerowskie "prawo" okupacyjne w Polsce. Czešč 1., Ziemie "wcielone". Poznań : Instytut Zachodni, 1952
- Dzieje okupacji hitlerowskiej w pracy Instytutu Zachodniego. Przeglad Zachodni. 1955, nr 3/4. Poznań : Inst. Zachodni, 1955, S. 543–550
- Dzień 2 września 1939 w Torzeńcu i Wyszanowie. Przeglad Zachodni. 1955, nr 3/4. Poznań : Inst. Zachodni, 1955, S. 730–743
- Straty niemieckiej mniejszości w Polsce we wrześniu 1939. Sprostowanie hitlerowskich oszczerstw, w: Sprawozdania Poznańskiego Towarzystwa Przyjaciół Nauk, nr 1/1955, S. 24–27
- Karola Mariana Pospieszalskiego; Franciszek Paprocki: "Reichsuniversität Posen". Prze̜glad zachodni. 1956, nr 7/8, Poznań : Inst. zachodni, 1956, S. 275–299
- Główne tendencje współczesnego prawa wyborczego w Niemieckiej Republice Federalnej. Przegła̜d zachodni. 1957, nr 4. Poznań : Inst. zachodni, 1957, S. 280–291
- Hitlerowskie "prawo" okupacyjne w Polsce. Czešč 2., Generalna Gubernia : Wybór dokumentów i próba Syntezy. Poznań : Instytut Zachodni, 1958
- Sprawa 58 000 "Volksdeutschów" : sprostowanie hitlerowskich oszczerstw w sprawie strat niemieckiej mniejszości w Polsce w ostatnich miesiącach przed wybuchem wojny i w toku kampanii wrześniowej. Poznań : Instytut Zachodni, 1959, [Wyd. 1.].
- Karola Mariana Pospieszalskiego; Janusza Ziółkowskiego (Hrsg.): Niemiecka Republika Federalna : Praca zbiorowa. Poznań : Instytut Zachodni, 1965